# MDFIC
MDFIC (англ. MyoD family inhibitor domain containing) – білок, який кодується однойменним геном, розташованим у людей на короткому плечі 7-ї хромосоми. Довжина поліпептидного ланцюга білка становить 246 амінокислот, а молекулярна маса — 25 788.
| 10         |  | 20         |  | 30         |  | 40         |  | 50         |
| ---------- |  | ---------- |  | ---------- |  | ---------- |  | ---------- |
| MSGAGEALAP |  | GPVGPQRVAE |  | AGGGQLGSTA |  | QGKCDKDNTE |  | KDITQATNSH |
| FTHGEMQDQS |  | IWGNPSDGEL |  | IRTQPQRLPQ |  | LQTSAQVPSG |  | EEIGKIKNGH |
| TGLSNGNGIH |  | HGAKHGSADN |  | RKLSAPVSQK |  | MHRKIQSSLS |  | VNSDISKKSK |
| VNAVFSQKTG |  | SSPEDCCVHC |  | ILACLFCEFL |  | TLCNIVLGQA |  | SCGICTSEAC |
| CCCCGDEMGD |  | DCNCPCDMDC |  | GIMDACCESS |  | DCLEICMECC |  | GICFPS     |

A: Аланін

C: Цистеїн

D: Аспарагінова кислота

E: Глутамінова кислота

F: Фенілаланін

G: Гліцин

H: Гістидин

I: Ізолейцин

K: Лізин

L: Лейцин

M: Метіонін

N: Аспарагін

P: Пролін

Q: Глутамін

R: Аргінін

S: Серин

T: Треонін

V: Валін

Кодований геном білок за функціями належить до репресорів, активаторів, фосфопротеїнів. 
Задіяний у таких біологічних процесах, як взаємодія хазяїн-вірус, транскрипція, регуляція транскрипції, альтернативний сплайсинг. 
Локалізований у цитоплазмі, ядрі.